# Sven Gillsäter
Sven Erik Gillsäter, född 28 februari 1921 i Njutånger, Gävleborgs län, död 11 oktober 2001 i Halmstad, var en svensk filmare, fotograf, författare, manusförfattare och kortfilmsregissör.
Sven Gillsäter började arbeta som assistent åt fjällfotografen Sven Hörnell. Han anställdes för att fotografera till ett idrottslexikon och det förde honom 1948 till London och de olympiska spelen på Wembley Stadium. Åter i Stockholm startade han och Hans Malmberg Pressfoto Bildnytt, en föregångare till bildbyrån Tio fotografer. Han började resa allt längre ut i världen. Med sina naturfilmer i TV blev han rikskändis och populär föredragshållare. Han var med och bildade Världsnaturfonden och höjde även på andra sätt intresset för aktiv miljövård och skyddande av utrotningshotade djur.
Gillsäter blev 1993 utsedd till Årets naturfotograf. Han var gift första gången mellan 1949 och 1953 med fotografen Astrid Bergman och andra gången 1964 med sångerskan och skådespelaren Harriet Forssell.

## Regi i urval
- 1962 – Jättebjörnar på laxfiske
- 1963 – Med Pia i Palestina
- 1969 – Galapagos
- 1971 – Öar i blåsväder

## Filmmanus
- 1963 – Hand i hand för hem och samhälle